# Toutes ces vies qu'on abandonne
Toutes ces vies qu'on abandonne est le premier roman de Virginie Ollagnier.

## Synopsis
1918, l’armistice est signé. Claire Brazier, jeune infirmière à Annecy mais également novice au couvent, prend en charge un patient en position fœtale, recroquevillé, et bien silencieux. Elle tente alors un massage sur sa main pour le réchauffer.
Parallèlement, les souvenirs affluent dans la tête de Pierre Guibert, identité du soldat.  De son enfance avec un père absent et une mère plutôt pauvre à son entrée dans l'armée, on découvre peu à peu la vie du jeune homme. Celui-ci, après des études en pensionnat, devient précepteur dans une famille de riches bourgeois. Il s'attache alors à Mathieu, le fils, mais tombe également amoureux d'Ana, la mère. Il se rend compte ensuite que Paul, le père, l'avait choisi comme amant pour sa femme, qu'il était le "jouet" du couple. C'est l'une des raisons, avec l'enrôlement de Mathieu dans l'armée, qui le pousse à partir au front.
Petit à petit, Claire éprouve un sentiment d'amour pour Pierre, qui remet en question son destin de nonne. Elle abandonne finalement le couvent où elle s'apprêtait à faire ses vœux, et sur les conseils de Tournier, directeur de l'hôpital psychiatrique, elle entame des études de psychanalyse. On peut voir ce changement comme une libération, qui met en avant le nouveau rôle que prend la femme au sortir de la guerre.